# 谷野格

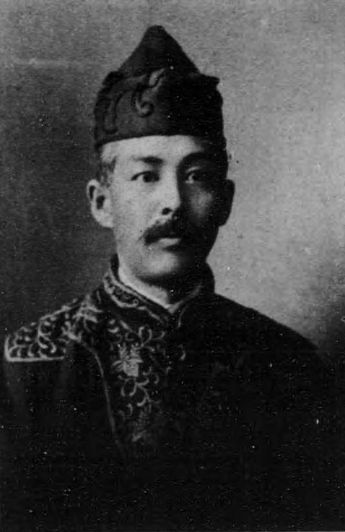
谷野格

谷野 格（たにの かく、1874年（明治7年）8月16日 - 1923年（大正12年）6月10日）は、日本の裁判官。

## 経歴
兵庫県出石郡出石町（現在の豊岡市）出身。1899年（明治32年）、東京帝国大学法科大学を卒業し、司法官試補となる。東京区裁判所検事、東京地方裁判所検事、司法省参事官、東京控訴院検事、東京帝国大学法科大学講師嘱託を歴任。1913年（大正2年）、大審院判事となる。1914年高千穂高等商業学校（現高千穂大学）教員に就任。1916年（大正5年）には法学博士の称号を得た。
1917年（大正6年）、台湾総督府法院判官に転じ、覆審法院長、高等法院長を務めた。